# Campidoctor
Le campidoctor était un sous-officier instructeur pour les nouvelles recrues dans l'armée romaine durant l'Antiquité. Il y en avait au moins un par centurie et peut être plus. Sous les ordres d'un centurio campidoctor pendant les entraînements. Durant tout l'apprentissage des recrues, il les guidait et les conseillait.[réf. nécessaire]